# 2. Gebirgs-Division
La 2. Gebirgs-Division fu una divisione di fanteria da montagna della Wehrmacht, attiva durante la seconda guerra mondiale.
Creata nel 1938 a partire da unità del disciolto esercito della Prima Repubblica Austriaca, l'unità servì su una gran varietà di teatri durante la guerra: nel settembre 1939 fu impegnata in azione durante la campagna di Polonia, mentre nel maggio 1940 prese parte alla campagna di Norvegia; nel giugno 1941, dopo l'attacco tedesco all'Unione Sovietica, la divisione partecipò all'operazione Volpe d'argento in Lapponia contro la regione di Murmansk.
Dopo l'uscita della Finlandia dal conflitto nel 1944, la divisione si ritirò combattendo dalla Lapponia nel nord della Norvegia, da dove fu poi evacuata in Germania; nell'ultima fase della guerra servì ancora nel settore meridionale del fronte occidentale, per poi arrendersi ai reparti statunitensi nel sud della Germania nel maggio 1945.

## Storia

### Formazione e primi impieghi in battaglia
Il comando della 2. Gebirgs-Division fu attivato il 1º aprile 1938 con sede a Innsbruck, pochi giorni dopo l'avvenuta annessione (Anschluss) della Prima Repubblica Austriaca alla Germania nazista; il personale della costituenda divisione era quasi interamente di origine austriaca e tratto dai ranghi delle disciolte forze armate di Vienna (Bundesheer): in particolare, gli effettivi per la divisione furono tratti dalla 6. Division (reclutata nel Tirolo e nel Vorarlberg) e dalla 8. Brigade (reclutata nella zona di Salisburgo). Primo comandante della divisione fu il Generalleutnant Valentin Feurstein, anche lui un ufficiale austriaco del disciolto Bundesheer.
Mobilitata per la guerra il 26 agosto 1939, il primo impiego operativo dell'unità si ebbe già nel settembre successivo quando la divisione, in coppia con la gemella 1. Gebirgs-Division, fu schierata sul territorio della Repubblica Slovacca come riserva dell'Heeresgruppe Süd in vista di operazioni nella regione montuosa dei Carpazi al confine meridionale della Polonia. A partire dalla zona di Kežmarok, la divisione avanzò verso est in direzione di Nowy Sącz e Jasło, con obiettivo finale Leopoli; il 23 settembre l'unità affrontò la 24ª Divisione di fanteria polacca nella foresta vicino Bortatycze: uno dei reggimenti della divisione, il Gebirgsjäger-Regiment 137, rimase tagliato fuori dal resto dell'unità e subì pesanti perdite  prima che il resto delle forze tedesche accorresse a mettere in fuga le forze polacche.
Subito dopo la conclusione della campagna polacca, la divisione fu spostata nella Germania occidentale per presidiare il confine con la Francia: prima posta in riserva nella zona di Sankt Goar, nel dicembre 1939 la divisione fu schierata sul basso corso del Reno in forza alla 16. Armee. La 2. Gebirgs-Division rimase inoperosa a presidiare il fronte occidentale fino alla fine del marzo 1940, quando fu tra le unità selezionate per prendere parte all'operazione Weserübung contro la Norvegia; la divisione fu sbarcata a Namsos in maggio, avanzando poi verso nord attraverso l'aspro entroterra montuoso della Norvegia per soccorrere i commilitoni della 3. Gebirgs-Division, rimasti tagliati fuori e assediati dalle forze degli Alleati nella zona di Narvik. L'operazione fu portata a termine entro giugno, quando i reparti degli Alleati abbandonarono la zona di Narvik a seguito dell'offensiva tedesca in Francia.

### Operazioni in Lapponia e sul fronte occidentale

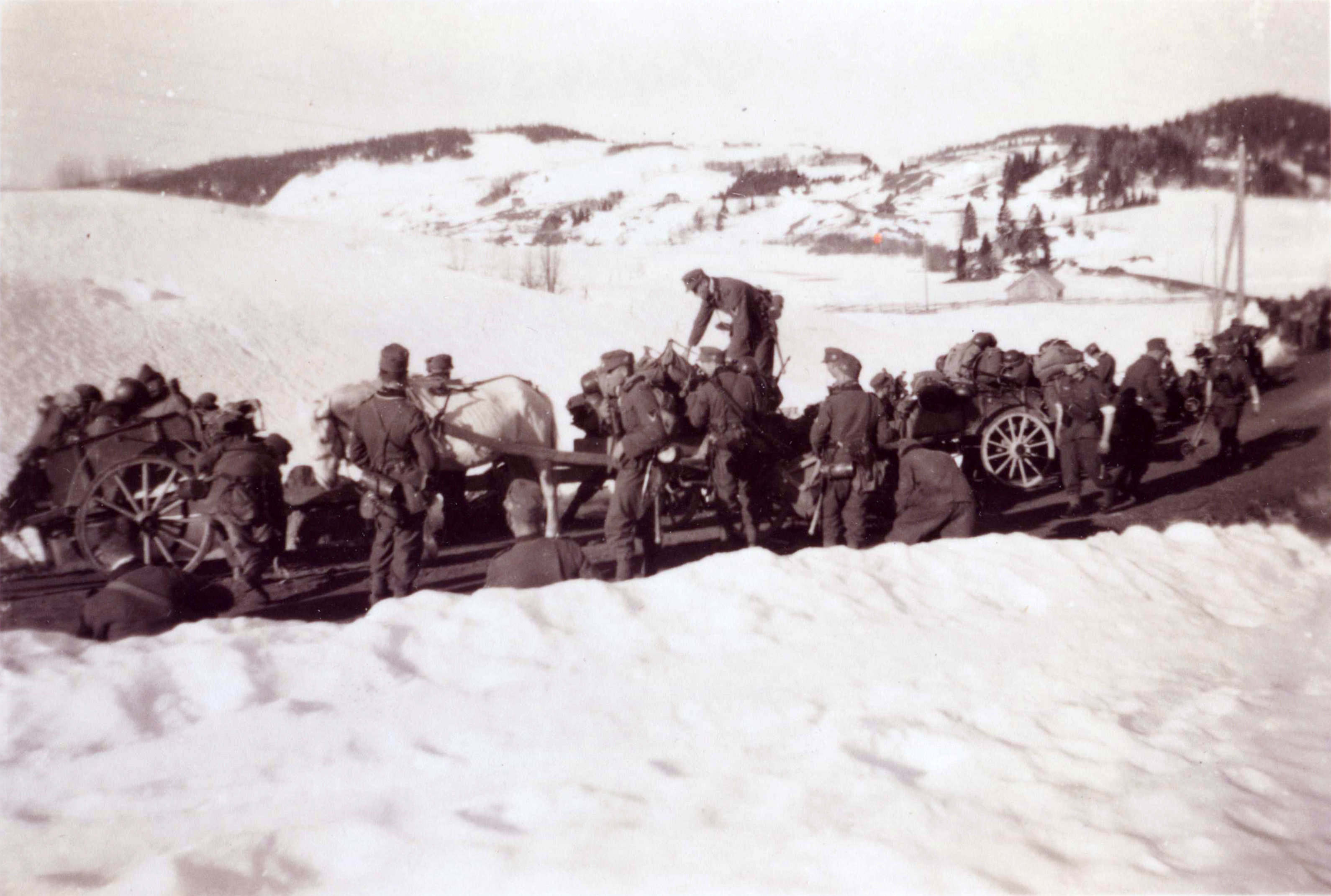
Truppe della 2. Gebirgs-Division in avanzata nel nord della Norvegia nel maggio 1940

Dall'agosto 1940 al maggio 1941 a 2. Gebirgs-Division rimase di stanza in Norvegia, dislocata di guarnigione nell'area di Kirkenes nel nord del paese. Il 22 giugno 1941, giorno dell'avvio dell'invasione tedesca dell'Unione Sovietica, la divisione si trasferì da Kirkenes nella zona di Petsamo nell'alleata Finlandia: in coppia con la gemella 3. Gebirgs-Division, la divisione formò il Gebirgskorps Norwegen agli ordini del generale Eduard Dietl, incaricato di occupare l'importante porto di Murmansk con un attacco frontale attraverso la Lapponia sovietica. L'attacco (operazione Volpe d'argento) ebbe inizio il 29 giugno: la 2. Gebirgs-Division guidò l'avanzata schierata sulla sinistra del corpo d'armata di Dietl, muovendosi attraverso un territorio difficilissimo fatto di rocce spoglie alternate a zone paludose, praticamente senza strade o vie di comunicazioni. Dopo aver superato l'ostinata resistenza delle postazioni di frontiera sovietiche allestite sul fiume Titovka, il 13 luglio la divisione riuscì a stabilire una testa di ponte oltre la successiva linea difensiva lungo il fiume Litsa; qui dovette però fermarsi, a causa della scarsità di rifornimenti e degli sbarchi di contingenti di truppe sovietiche alle sue spalle.
Dietl tentò una nuova offensiva a partire dall'8 settembre: la 2. Gebirgs-Division riuscì ad aprirsi la strada attraverso le difese sovietiche oltre il Litsa, ma le forti perdite, la carenza di rifornimenti e il peggiorare delle condizioni meteo portarono il 21 settembre alla sospensione di ogni ulteriore attacco, con i tedeschi ancora a più di 50 chilometri di distanza dal loro obiettivo finale, Murmansk. La 2. Gebirgs-Division si trincerò sulle posizioni raggiunte, respingendo nel corso della primavera del 1942 una controffensiva sovietica; per il resto la divisione trascorse i mesi successivi impegnata in nient'altro che operazioni di pattugliamento e di presidio del fronte, come parte della neo-costituita 20. Gebirgs-Armee. Elementi della divisione furono distaccati per prendere parte, nel settembre 1943, a un'operazione anti-partigiani in Norvegia nella zona compresa tra Kirkenes e Grense Jakobselv, che tuttavia non ottenne alcun esito.

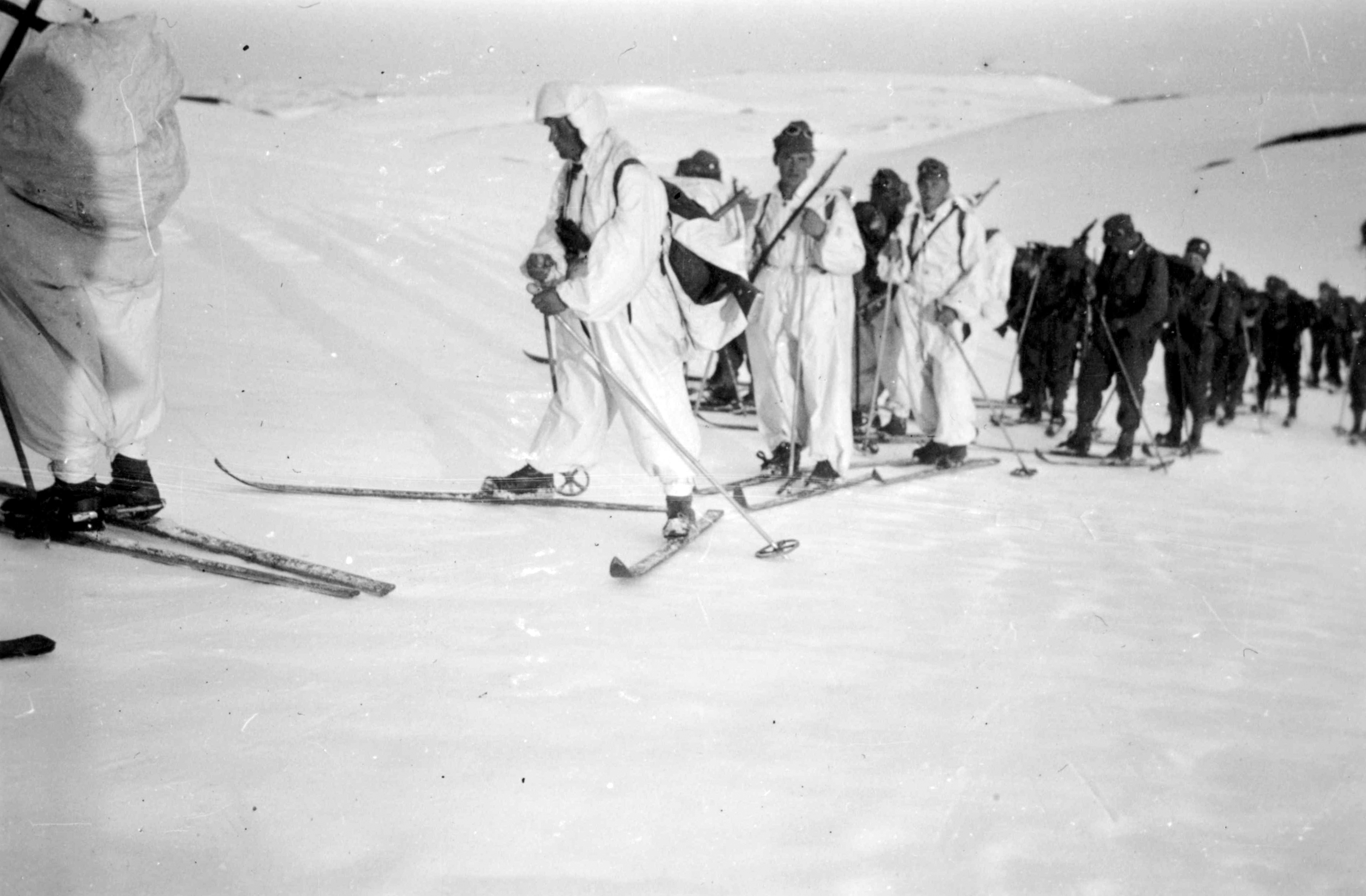
Fanti della 2. Gebirg-Division in equipaggiamento invernale nelle nevi della Norvegia

Nel settembre 1944 la Finlandia abbandonò la sua alleanza con la Germania, rendendo intenibili le posizioni della 20. Gebirgs-Armee sul fronte davanti Murmansk. Mentre i tedeschi avviavano le operazioni di ritirata alla volta della Norvegia, il 7 ottobre le forze sovietiche sferrarono un massiccio attacco alle loro posizioni (offensiva di Petsamo-Kirkenes): la 2. Gebirgs-Division riuscì a sfuggire a vari tentativi di accerchiamento, ma subì anche pesanti perdite e solo pochi suoi resti giunsero infine alle nuove postazioni difensive tedesche allestite nella zona di Lyngen. Nel dicembre 1944 i reparti della 2. Gebirgs-Division furono evacuati in Danimarca per essere riorganizzati; riportata a una credibile forza da combattimento, nel febbraio 1945 la divisione fu destinata al fronte occidentale e schierata in forza alla 1. Armee nella zona al confine tra Saarland e Alsazia per fronteggiare le unità franco-statunitensi del Sixth United States Army Group. La divisione fu quindi coinvolta negli eventi della campagna della Renania, sostenendo combattimenti difensivi contro gli Alleati occidentali mentre ripiegava da Philippsbourg a Heilbronn; in seguito la divisione ripiegò a sud-est verso la Baviera meridionale via Crailsheim, Ansbach e Frisinga, raggiungendo poi la zona di Reit im Winkl. L'8 maggio, con la resa della Germania nazista, i resti della divisione si consegnarono ai reparti statunitensi giunti in Baviera.

## Ordine di battaglia
Settembre 1939
- Gebirgsjäger-Regiment 136
- Gebirgsjäger-Regiment 137
- Gebirgsjäger-Regiment 140
- Gebirgs-Artillerie-Regiment 111 (artiglieria da campagna)
- Aufklärungs-Abteilung 11 (ricognizione)
- Gebirgs-Panzerabwehr-Abteilung 47 (artiglieria anticarro)
- Gebirgs-Pionier-Bataillon 82 (genio pionieri)

## Comandanti
Ufficiali comandanti della divisione:
- Generalleutnant Valentin Feurstein (1º aprile 1938 – 4 marzo 1941)
- Generalleutnant Ernst Schlemmer (4 marzo 1941 – 2 marzo 1942)
- Generalleutnant Georg Ritter von Hengl (2 marzo 1942 – 23 ottobre 1943)
- Generalleutnant Hans Degen (1º novembre 1943 – 6 febbraio 1945)
- Oberst Hans Roschmann (6 febbraio - 9 febbraio 1945)
- Generalleutnant Willibald Utz (9 febbraio 1945 – 8 maggio 1945)